# Filmproducent
En filmproducent är en person som inför bland annat filmbolaget ansvarar för en filmproduktion. Filmproducenten har det högsta ansvaret för att filmen genomförs, både ekonomiskt och kreativt. En filmproducent ger vanligen inte instruktioner till skådespelare. 
Exekutiv producent, även kallad verkställande producent, är en sorts överordnad producent inom nöjes-, media- och kulturindustrin. Den exekutive producenten ägnar sig mer åt det övergripande ansvaret, till exempel finansiella frågor. 

## Olika funktioner
Det finns flera sorter av producenter, bland annat teaterproducent.
Om man är producent inom teater eller filmindustrin (vilket inte är så stor skillnad) har man ansvaret att skaffa fram passande skådespelare. Man har även ansvar för pengar, sponsorer, dagsscheman och så vidare. Man ordnar auditions (provfilmning) och castings. Sedan är det i slutändan regissören som bestämmer vilka skådespelare som får rollerna, i samråd med producenten. I Europa har regissören mer makt över en filmproduktion och den slutgiltiga filmen än en regissör i Hollywood. I Hollywood, där film mer är en industri än en konstform, spelar pengar och reklamsponsring en sådan viktig roll och därför är producentens roll viktigare i USA än i Europa. I USA kan sponsorer (ibland producenten om denne även satsat pengar) kräva att ett slut ska ändras, för att de till exempel inte vill att deras produktmärke ska förknippas med en film som kan väcka anstöt eller ha ett provocerande budskap. Inom tv-industrin i USA har producenten en dominerande roll och bolagen har ofta hård kontroll på manus och vad som sker i en serie, det finns mindre kreativ frihet för regissören.